# Racjin
Racjin, anteriorment Racdym, és una empresa japonesa desenvolupadora de videojocs creada el 1995. El nom de l'empresa va ser canviat l'any 2000 per fer més fàcil la pronunciació en japonès.

## Videojocs creats
- Bleach: Blade Battlers
- Bomberman Land 2
- Bomberman 64 (2001)
- Bomberman Kart
- Bomberman Kart DX
- Critical Blow
- Fullmetal Alchemist and the Broken Angel
- Fullmetal Alchemist 2: Curse of the Crimson Elixir
- Fullmetal Alchemist 3: Kami wo Tsugu Shoujo
- Genei Tougi: Shadow Struggle
- Happy! Happy!! Boarders
- Heaven's Gate
- Jet de Go!
- Moujya
- Primal Image Vol. 1
- R-Types
- Sakurazaka Shouboutai
- Snowboard Kids
- Snowboard Kids 2
- Snowboard Kids Plus
- Sub Rebellion
- Trap Gunner
- Typing Renai Hakusho: Boys Be...
- Typing Shinken Shoubu: Musashi no Ken
- U: Underwater Unit
- Wizardry: Tale of the Forsaken Land